# Гай Скрибоній Куріон Молодший
Гай Скрибоній Куріон (*Gaius Scribonius Curio, 90 до н. е. — 49 до н. е.) — політичний, військовий діяч, відомий красномовець часів занепаду Римської республіки.

## Життєпис
Походив з впливового плебейського роду Скрибоніїв. Син Гая Скрибонія Куріона, консула 76 року. Здобув гарну освіту. Замолоду виявив хист до красномовства. Став відомий своїми палкими виступами у 60 році до н. е. проти членів Першого тріумвірату — Гая Цезаря, Гнея Помпея та Марка Красса.
Згодом стає другом Публія Клодія Пульхра, який у 58 році до н. е. стає народним трибуном. Після загибелі останнього у 52 році до н. е. одружився з його удовою Фульвією. Незабаром переходить на бік Гая Юлія Цезаря. У 50 році до н. е. обирається народним трибуном. Під час своєї каденції запропонував закони щодо ремонту доріг, визначення умов допомоги дітям без батьків, приєднання нумідійського царства Юби I. Намагався зберегти проконсульську владу Цезаря в Галлії, проте не досяг успіху. Зрештою разом з Марком Антонієм вимушений був тікати до військ Гая Цезаря.
У громадянській війні між Цезарем та Помпеєм був на боці першого. У 49 році до н. е. стає претором. Очолив військо на Сицилії, де змусив Марка Порція Катона відступити з острова до Африки. Після цього Куріон перебрався до Африки, де у битві при Утікі розбив війська помпеянців на чолі із Публієм Атієм Варом та нумідійським царем Юбою I. Проте того ж року Гая Куріон зазнав поразки при річці Баграда, де й загинув.

## Родина
Дружина — Фульвія.
Діти:
- Гай Скрибоній Куріон